# Alice Sportisse Gomez-Nadal
Alice Sportisse Gomez-Nadal, född 1909, död 1996, var en algerisk politiker.
Hon blev 1946 den första kvinnan i sitt lands parlament. 